# Matías Alonso (historietista)
Matías Alonso Andrés (Valle de Trápaga, 1935- 18 de julio de 2020) fue un dibujante de historietas y pintor español.

## Biografía
Matías Alonso comenzó su carrera profesional a principios de los años cincuenta en Grafidea, dibujando cuadernos de aventuras como Luis Valiente (1957), bajo el guion de Francisco José Gras Rameta
Pasó en 1959 a Editorial Valenciana, donde creó Hazañas de la Juventud Audaz (1959) y, tras la marcha de Manuel Gago, continuó El Guerrero del Antifaz (1961). Colaboró luego con Editorial Maga.
A finales de los años setenta, comenzó a trabajar para las editoriales británicas D.C. Thomson y Fleetway ("Air Ace", "Battle Action", "Commando", "Eagle", "The Victor" y "Twinkle"). Posteriormente, se dedicó a la pintura.

## Obra
| Años | Título                                | Guionista                    | Tipo                                 | Editorial   |
| ---- | ------------------------------------- | ---------------------------- | ------------------------------------ | ----------- |
| 1953 | El Charro Temerario                   | Pedro Muñoz                  | Serial                               | Grafidea    |
| 1955 | La Capitana                           | Pedro Muñoz                  | Serial                               | Grafidea    |
| 1956 | El Amuleto Verde                      | Pedro Muñoz                  | Serial                               | Grafidea    |
| 1957 | Jarko, el Temible                     | Pedro Muñoz                  | Serial                               | Grafidea    |
| 1957 | Luis Valiente                         | Francisco José Gras Rameta   | Serial                               | Grafidea    |
| 1959 | Hazañas de la Juventud Audaz          | Pascual Enguídanos Usach     | Serial                               | Valenciana  |
| 1961 | El Guerrero del Antifaz núms. 421-503 | Vicente Tortajada            | Serial                               | Valenciana  |
| 1963 | Espíritu del Oeste                    | Pedro Quesada, Matías Alonso | Serial                               | Valenciana  |
| 1964 | La Isla del Tesoro                    | Juan Antonio de Laiglesia    | Serie                                | Flecha Roja |
| 1964 | Las aventuras de Marco Polo           | Pedro Quesada                | Monografía con Luis Bermejo          | Maga        |
| 1965 | Vida y costumbres de los vikingos     | Pedro Quesada                | Colección de cromos con Luis Bermejo | Maga        |